# Christoffel Brand

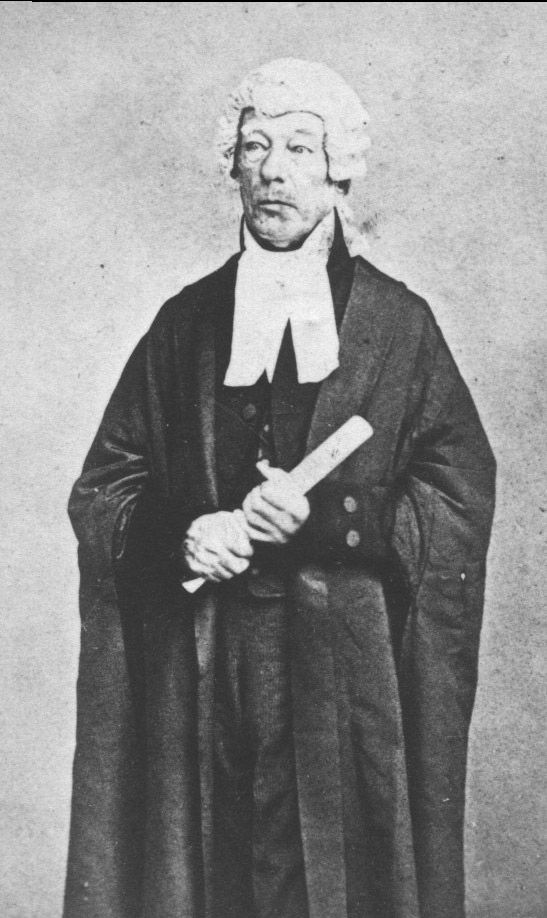
Brand in de jaren 1860–1870

Sir Christoffel Josephus Brand (Kaapstad, 21 juni 1797  – aldaar, 19 mei 1875) was van 1854 tot 1873 de eerste speaker van het Kaapse parlement. Hij was derhalve een van de meest prominente Kaap-Hollanders gedurende de periode van de Britse Kaapkolonie. 
Hij studeerde aan de Universiteit van Leiden in Nederland, waar hij in 1820 zijn doctoraatsgraad behaalde. Hij keerde in 1821 terug naar de Kaapkolonie, praktiseerde er als advocaat en gaf zowel lezingen aan het Nederlandstalige Suid-Afrikaanse Kollege, voorloper van de Universiteit van Kaapstad, als het Engelstalige South African College Schools (SACS). 
Hij hiep bij het opstellen van de grondwet van de Kaapkolonie en werd in 1854 speaker van het nieuwe parlement, een ambt dat hij bekleedde tot 1873. 
Het dorp Ladybrand is vernoemd naar zijn vrouw, Lady Catharina Brand. Hun zoon Johannes Henricus Brand was van 1864 tot 1888 staatspresident van de boerenrepubliek Oranje-Vrijstaat. 